# Masdevallia ayabacana
Masdevallia ayabacana är en orkidéart som beskrevs av Carlyle August Luer. Masdevallia ayabacana ingår i släktet Masdevallia och familjen orkidéer.
Artens utbredningsområde är Peru. Inga underarter finns listade i Catalogue of Life.